# Dūlāngī
Dūlāngī (persiska: دولانگی, Dūlānqīr) är en ort i Iran.   Den ligger i provinsen Västazarbaijan, i den nordvästra delen av landet, 400 km väster om huvudstaden Teheran. Dūlāngī ligger 1 952 meter över havet och antalet invånare är 113.
Terrängen runt Dūlāngī är huvudsakligen kuperad. Dūlāngī ligger nere i en dal. Runt Dūlāngī är det ganska tätbefolkat, med 78 invånare per kvadratkilometer. Närmaste större samhälle är Manbar, 11,6 km väster om Dūlāngī. Trakten runt Dūlāngī består i huvudsak av gräsmarker.